# Pepergasthuiskerk

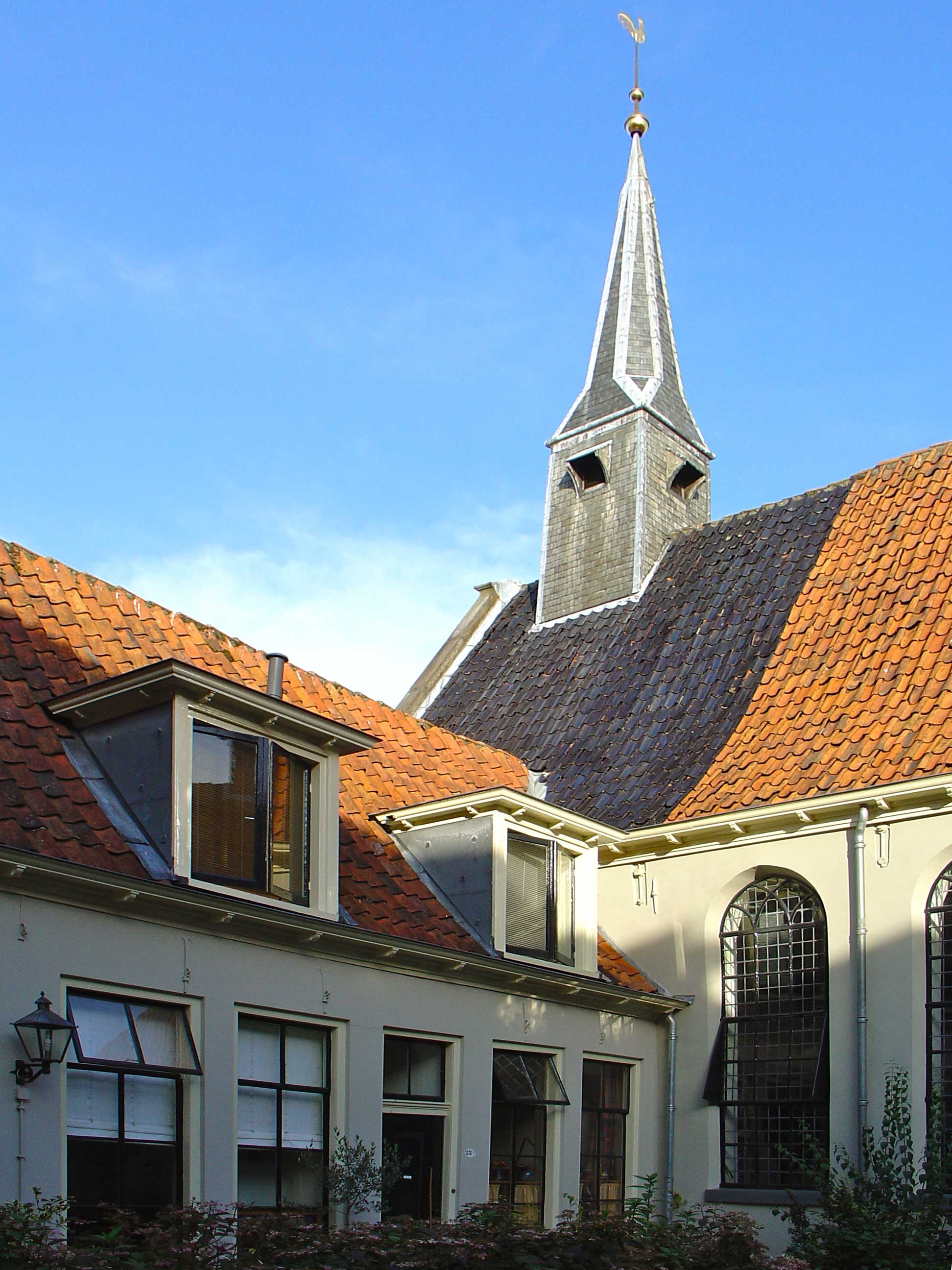
Pepergasthuiskerk in 2009

De Pepergasthuiskerk is een klein kerkgebouw dat oorspronkelijk verbonden was aan het Pepergasthuis in de stad Groningen. De kerk heeft een orgel uit 1862 gebouwd door Petrus van Oeckelen.
Tegenwoordig is het gebouw in gebruik bij de Oecumenische Vieringen Groningen, een geloofsgemeenschap die elke zondag een viering organiseert in het eeuwenoude gebouw.